# Río Jinsha
El río Jinsha (chino: 金沙江, p Jīnshājiāng, "río de arena dorada") es el nombre chino de los tramos superiores del río Yangtsé. Atraviesa las provincias de Qinghai, Sichuan y Yunnan, en el oeste de China. El río pasa por la Garganta del Salto del Tigre.
A veces se agrupa con el Lancang (parte superior del Mekong) y el Nu (parte superior del Salween) como la zona del Sanjiang ("Tres Ríos"), parte de la cual constituye las Áreas Protegidas de los Tres Ríos Paralelos de Yunnan.

## Nombre
El río fue registrado por primera vez como el Hei (黑水, Hēishuǐ, lit. "Agua negra") en el "Tributo de Yu" de los Estados Guerreros. Fue descrito como el Sheng (t 繩水, s 绳水, Shéngshuǐ, "río de cuerda") en el Clásico de las Montañas y los Mares de la era Han. Durante los Tres Reinos, se conocía como el Lu (t 瀘水, s 泸水, Lúshuǐ). El nombre actual fue adoptado durante la dinastía Song.
Debido a los sistemas de romanización anteriores, el río ha sido conocido como Chin-sha Chiang y Kinsha Kiang (cuando no se describía simplemente como el Yangtze) en las fuentes inglesas durante los últimos tres siglos. El nombre actual más común, Jinsha, es la romanización Hanyu Pinyin de los mismos caracteres chinos que los otros dos.
Aunque el nombre se traduce generalmente de forma exagerada como "arena dorada" o "río de arena dorada", el nombre no es poético o descriptivo del color de las orillas del río. Más bien, 金沙 describía el oro aluvial real, el polvo de oro que a veces todavía se extrae de las aguas del río.
La cultura Jinsha de la China prehistórica debe su nombre a una carretera cercana a su emplazamiento tipo y no al río directamente.

## Geografía

### Curso
El río Jinsha es simplemente el curso superior del Yangtsé, aunque a veces se consideraba que los ríos Yalong y Min eran el curso principal antes de la llegada de la geografía moderna. Tradicionalmente se considera que comienza en la confluencia de los ríos Tongtian y Batang, cerca de Gyêgu, en Qinghai.
Como el río Jinsha, fluye hacia el sur a través de una profunda garganta paralela a las gargantas similares de los ríos Mekong superior y Salween superior, de los que está separado por las montañas Ningjing. Forma la frontera occidental de Sichuan a lo largo de unos 400 km y luego desemboca en la provincia de Yunnan. Tras una gran curva de 320 km al norte de la prefectura autónoma de Dali Bai, el Jinsha gira hacia el noreste, formando el límite provincial entre Sichuan y Yunnan hasta que se une al río Min en Yibin, en Sichuan, para formar el Yangtsé.

### Gradientes
El curso superior del río desciende unos 14 pies por milla (2,7 m/km). Por debajo de Batang, en Sichuan, la pendiente disminuye gradualmente hasta unos 8 pies por milla (1,5 m/km), pero el Jinsha no es navegable. Su curso superior a través de los desfiladeros, en particular, es más un obstáculo que una ayuda al transporte.

## Diques
El Jinsha está siendo fuertemente desarrollado, principalmente para poder hidroeléctrico. Cuando de Marcha 2014, un total de 25 diques está completado, en construcción o planeado para el río. Aquellos diques están listados abajo de río abajo a río arriba.

## Historia

### China imperial
El "Tributo de Yu" preimperial recogía la visión tradicional del río Yangtsé como originario del Min o del Yalong, en lugar del Jinsha, y esta idea permaneció incuestionable durante milenios, incluso después de que el Comentario sobre el Clásico del Agua de Li Daoyuan registrara gran parte del extenso sistema fluvial del Jinsha durante la dinastía Wei del Norte. El geógrafo de la dinastía Ming, Xu Xiake, fue el primero en corregirlo, aunque siguió siendo un error común en China hasta principios del siglo XX.

### República Popular
El río Jinsha es objeto de un gran desarrollo por parte de China, con más de dieciséis proyectos de presas en diversas fases de desarrollo a lo largo del río, y muchos en sus afluentes también, especialmente el Yalong. Cuatro presas a lo largo de la parte baja del río están en construcción o ya se han completado para generar energía hidroeléctrica y atrapar el limo que, de otro modo, crearía problemas en la presa de las Tres Gargantas. Las diez presas más grandes producirán 55.710 megavatios de energía.